# Zyzzyzus robustus
Zyzzyzus robustus är en nässeldjursart som beskrevs av Petersen 1990. Zyzzyzus robustus ingår i släktet Zyzzyzus och familjen Tubulariidae. Inga underarter finns listade i Catalogue of Life.